# Cirrhochrista aetherialis
Cirrhochrista aetherialis är en fjärilsart som beskrevs av Lederer 1863. Cirrhochrista aetherialis ingår i släktet Cirrhochrista och familjen Crambidae. Inga underarter finns listade i Catalogue of Life.